# لويز فرناندو سانتوس
لويز فرناندو سانتوس (بالبرتغالية: Luiz Fernando Claudino dos Santos‏) هو لاعب كرة قدم برازيلي في مركز حراسة المرمى، ولد في 26 أبريل 1982 في Ibiporã ‏ في البرازيل. لعب مع نادي ألومينيوم هرمزغان ونادي أمريكا ونادي استقلال أهواز ونادي إيتوانو.

## وصلات خارجية
- لويز فرناندو سانتوس على موقع قاعدة بيانات كرة القدم.إي يو (الإنجليزية)
- لويز فرناندو سانتوس على موقع Soccerway.com (الإنجليزية)